# Délkelet-európai Stabilitási Paktum

A Stabilitási Paktum tagországai

A Délkelet-európai Stabilitási Paktum (Stability Pact for South Eastern Europe) brüsszeli székhelyű nemzetközi szervezet volt 1999 és 2008 között, amelynek célja a béke, a demokrácia, az emberi jogok és a gazdaság erősítése a Balkán államaiban. 2008-ban a Regionális Együttműködési Tanács (Regional Cooperation Council, RCC) lépett a helyébe, amely inkább tekinthető a térségbeli államok saját kezdeményezésének, mint a külső partnerek által kezdeményezett stabilitási paktum.

## Történelem
A paktum a koszovói háború kirobbanását követően, az Európai Unió kezdeményezéseként jött létre Kölnben 1999. június 10-én azzal az elhatározással, hogy az újonnan alapítandó szervezet a korábbi fórumoknál hatékonyabban és hosszú távon is képes legyen megelőzni, illetve kezelni a délkelet-európai konfliktusokat.
A kölni alapítóülésen több mint negyven ország képviselői vettek részt: a Balkán-félszigeti régióból egyedül Szerbia és Montenegró küldöttei nem jelentek meg az eseményen, az alapító tagok (Albánia, Bosznia-Hercegovina, Bulgária, Horvátország, Macedónia, Moldova, Románia) mellett jelen voltak viszont az európai uniós tagországok, az EBESZ, az Európa Tanács és az Európai Bizottság, Magyarország, Oroszország, Svájc, Norvégia, Törökország, az Amerikai Egyesült Államok és Japán képviselői is. A megbeszélések moderátorai Kanada, Japán, az ENSZ, az ENSZ Menekültügyi Főbiztossága, a NATO, az Európai Gazdasági Együttműködés Szervezete, a Nyugat-európai Unió, a Nemzetközi Valutaalap, a Világbank, az Európai Beruházási Bank és az Európai Újjáépítési és Fejlesztési Bank küldöttei voltak.
1999. július 30-án a tagországok vezetőinek szarajevói csúcstalálkozóján megerősítették a szövetségkötés tényét. A nemzetközi válságkezelési forgatókönyvek tapasztalatain okulva a szervezet megfogalmazása szerint a térség stabilitásához és békéjéhez három lépcsőfok vezet: a közbiztonság megteremtése, a demokratikus intézményrendszer bevezetése és hatékony működésének biztosítása, valamint a gazdasági és szociális jólét elősegítése.
A kezdeményezés lendülete 2003 környékén megtorpanni látszott, s egy 2005-ben indult, a stabilitási paktum tevékenységét felülvizsgáló bizottság azt a tanulságot vonta le, hogy a kívülről nyújtott támogatások koordinálása helyett az önálló felelősségvállalás és a regionális együttműködés lehet a stabilizáció kulcsa. Ezt a koncepciót 2006-ban fogadták el, s a döntés értelmében 2008. március 1-jétől a Regionális Együttműködési Tanács vette át a helyét, amiben fontos szerepet játszott a balkáni országok kezdeményezésére még 1996-ban létrejött Délkelet-európai Együttműködési Folyamat.

## Szervezeti felépítése
A stabilizációs paktumot a különleges koordinátor vezette, akit Brüsszelben egy mintegy harmincfős csapat támogatott a munkájában. A posztot 2001. december 10-éig Bodo Hombach német politikus, atr követően Erhard Busek volt osztrák alkancellár töltötte be.
A paktum három alszervezetből, ún. munkaasztalból állt, amelyek mindegyike egy sor témával foglalkozott, az adott feladatok elvégzését ellenőrizte a tagországok kormányaival és civil szervezeteivel együttműködésében. A három munkaasztal tevékenységét koordinálta, egyben a paktum döntéshozói tisztét töltötte be a félévente ülésező ún. regionális asztal.
|            | 1. munkaasztal | 2. munkaasztal | 3. munkaasztal |
| Elnök      | Goran Svilanović | Fabrizio Saccomanni | Janez Premoze |
| Igazgató   | Marijana Grandits | Laurent Guye | Pieter Verbeek |
| Főbb témák | Demokratizálás és emberi jogok - Kisebbségi jogok - Sajtószabadság - Civil társadalom - Törvényalkalmazás és végrehajtás - Szervezetek, adminisztráció és kormányzás - Menekültek | Gazdasági újjáépítés, fejlődés és együttműködés - Szabadkereskedelmi területek ösztönzése - Nemzetközi közlekedés - Energiaellátás és -takarékosság - Deregularizáció és átláthatóság - Infrastruktúra - Magánszektor erősítése - Környezetvédelmi kérdések - Menekültek reintegrálása | Biztonságpolitika - Igazságszolgáltatás, belügyek és népvándorlás - Szervezett bűnözés, korrupció és terrorizmus - Országhatáron átnyúló környezetvédelmi veszélyek - Katonai együttműködés |

### Tagországok

A stabilitási paktum tagállamai

- A tagországok és a szervezet elnevezése a tagországok nyelvén:
  -  Albánia / Pakti i Stabilitetit për Evropën Juglindore
  -  Bosznia-Hercegovina / Pakta stabilnosti za jugoistočnu Evropu
  -  Bulgária / Пакта за стабилност за Югоизточна Европа
  -  Horvátország / Pakta o stabilnosti za jugoistočnu Europu
  -  Macedónia / Пакт за стабилност во Југоисточна Европа
  -  Moldova / Pactul de Stabilitate pentru Europa de Sud-Est
  -  Montenegró / Pakta stabilnosti za jugoistočnu Evropu
  -  Románia / Pactul de Stabilitate pentru Europa de Sud-Est
  -  Szerbia / Pakta stabilnosti za jugoistočnu Evropu
- Megfigyelők:
  -  Ukrajna
- Támogató partnerek:
  -  Japán
  -  Norvégia
  -  Oroszország
  -  Svájc
  -  USA
  -  Az Európai Unió tagállamai
  - Több nemzetközi szervezet